# Deep Space Atomic Clock
Deep Space Atomic Clock – zegar atomowy wyniesiony w przestrzeń kosmiczną 25 czerwca 2019 o 2:30 UDT przez rakietę Falcon Heavy z platformy startowej LC39A.
Mechanizm zegara oparty jest na jonach rtęci i wykazuje niedokładność poniżej jednej nanosekundy na dziesięć dni (czyli 1 sekundy na 10 milionów lat). Zegar będzie testowany na niskiej orbicie okołoziemskiej przez rok na pokładzie satelity OTB-1 i jeśli próba wypadnie pomyślnie, w takie zegary będą wyposażone przyszłe sondy kosmiczne NASA.